# Saint-Paul-Trois-Châteaux
Saint-Paul-Trois-Châteaux (occitansk: Sant Pau Tres Castèus) er en commune i Drôme départementet i det sydøstlige Frankrig.
Under Tour de France 2011, var Saint-Paul-Trois-Châteaux startby for den 162,5 km lange 16. etape med mål i Gap.

## Venskabsbyer
- Eltmann siden 1975
- Trecate siden 2003

## Eksterne links
- Wikimedia Commons har flere filer relateret til Saint-Paul-Trois-Châteaux
- Billede af Saint-Paul-Trois-Châteaux katedral
- (fransk) Saint-Paul-Trois-Chateaux's officielle turistkontor